# قلمروی مشترک‌المنافع

قلمرو کشورهای مشترک‌المنافع
قلمرو کشورهای مشترک‌المنافع ماوراء دریاها
قلمروها و سلطه‌های سابق که اکنون جمهوری هستند

قلمرو کشورهای مشترک‌المنافع یا قلمرو کشورهای همسود از مستملکات و اکثر مستعمرات سابق امپراتوری بریتانیا تشکیل یافته‌است که در آن‌ها چارلز سوم به‌طور رسمی به عنوان پادشاه و رئیس کشور شناخته می‌شود. به جز بریتانیا که چارلز خود در آن حضور دارد، در کشورهای دیگر «فرماندار کل» که معمولاً به پیشنهاد نخست‌وزیر آن کشور و به دستور چارلز انتخاب می‌شود، وظایف رئیس کشور را ایفا می‌کند.
- اعضاء:[۱]

1. آنتیگوآ و باربودا
2. استرالیا
3. باهاما
4. بریتانیا
5. بلیز
6. پاپوآ گینه نو
7. تووالو
8. جامائیکا
9. جزایر سلیمان
10. سنت کیتس و نویس
11. سنت لوسیا
12. سنت وینسنت و گرنادین‌ها
13. کانادا
14. گرنادا
15. نیوزیلند